# Rhizopogon vinicolor

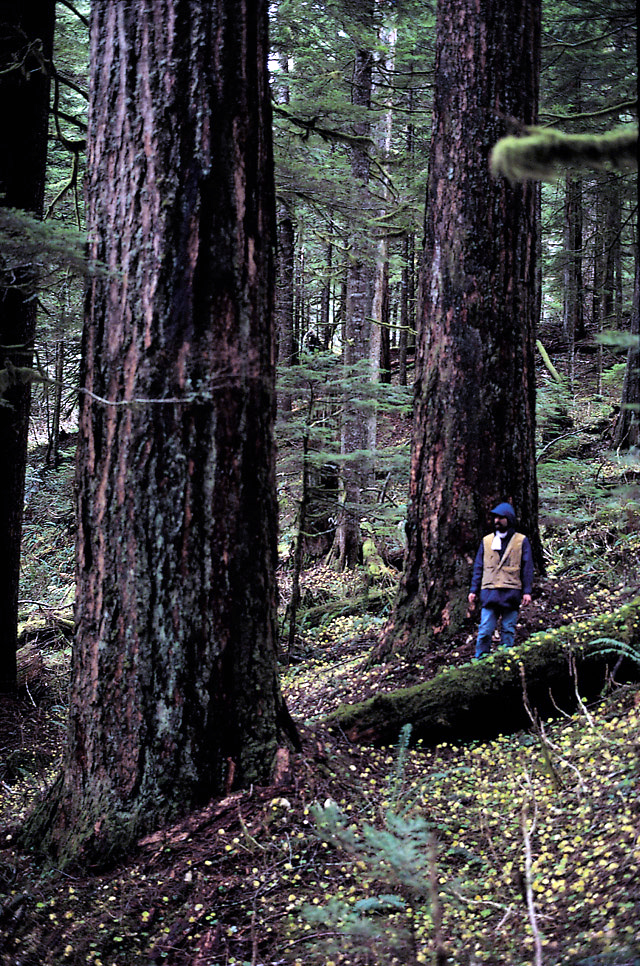
Alte Douglasie

Rhizopogon vinicolor ist eine Pilz-Art aus der Familie der Wurzeltrüffelverwandten. Es handelt sich um eine Sammelart für Ektomykorrhizen, die mutualistische Beziehungen mit Douglasien (Pseudotsuga spp.) ausbilden.

## Beschreibung
Die Fruchtkörper von R. vinicolor werden unterirdisch ausgebildet. Sie haben einen Durchmesser von 10–33 Millimetern, sind rundlich oder unregelmäßig geformt und von schmutzig-weißer Farbe; im Verlauf der Reifung werden sie rot. An der Basis sitzen ein paar wenige Rhizomorphe. Das Peridium besteht aus einer einzigen Schicht von Hyphen und wird – an die Oberfläche gebracht – weinrot. Die Gleba ist fest und lederig-gelb gefärbt; sie dunkelt mit zunehmendem Alter. In ihrem Inneren finden sich kleine labyrinthische Hohlräume. Die Trama ist mit Basidiosporen wohlgefüllt. Diese sind elliptisch bis eiförmig und messen 5–9 × 3–5 μm. Sie haben kein Septum und sind glatt und hyalin. Die „Kordeln“ des Myzels sind nur in geringer Anzahl oder gar nicht vorhanden.

## Ökologie
Obwohl einige Autoren behaupten, dass R. vinicolor ausschließlich mutualistische Beziehungen zu Douglasien eingehe, sind andere der Meinung, dass die Art auch bei Ponderosa-Kiefern (Pinus ponderosa) und weiteren Kiefern- oder Tannen-Arten Mykorrhizen bildet. Die Bäume ziehen Vorteile aus dem saprophytischen Pilz, welcher die Nährstoffe aus der Laubstreu und verrottendem Holz verfügbar macht, während der Vorteil der Pilze darin besteht, dass die Bäume über Photosynthese Kohlenhydrate für sie verfügbar machen.:275–276
Die Westamerikanische Rötelmaus (Myodes californicus) ist eine von zahlreichen Nagetier-Arten, die die Fruchtkörper fressen. Die Sporen passieren anschließend den Verdauungstrakt der Rötelmaus und werden in ihren ausgedehnten unterirdischen Bauten mit den Kot-Pellets verteilt. Da sie noch lebensfähig sind, werden die Pilze auf diese Art und Weise verbreitet und können mit noch nicht infizierten Bäumen Assoziationen bilden. Es wurde festgestellt, dass bei Kahlschlag und Entfernung allen Totholzes R. vinicolor und andere Mycorrhiza-Pilze die Ausbildung der Fruchtkörper stoppen, die lokale Rötelmaus-Population ausstirbt und die neu gepflanzten Bäume nicht mehr gedeihen.

## Taxonomie
Die Art wurde von dem US-amerikanischen Mykologen Alexander H. Smith 1966 erstmals beschrieben.:67
Eine Reihe von Rhizopogon-Arten sind sich morphologisch so ähnlich, dass sie als Sammelart R. vinicolor zusammengefasst wurden. Eine phylogenetische Untersuchung von R. vinicolor, R. diabolicus, R. ochraceisporus, R. parvulus und R. versiculosus wurde 2002 publiziert. Die Arten können demnach in zwei getrennte Kladen gruppiert werden, die mit R. vinicolor und R. versiculosus bezeichnet werden.